# Seeschlacht in der Bucht von Quiberon
Europäischer Kriegsschauplatz:
Pirna* – Lobositz* – Prag* – Kolin* – Hastenbeck** – Groß-Jägersdorf* – Moys* – Hastenbeck* – Roßbach* – Breslau* – Leuthen* – Rheinberg** – Krefeld** – Domstadtl* – Olmütz* – Mehr** – Zorndorf* – Saint-Cast – Hochkirch* – Bergen** – Kay* – Minden** – Kunersdorf* – Lagos*** – Hoyerswerda* – Bucht von Quiberon*** – Maxen* – Koßdorf* – Landeshut* – Emsdorf** – Warburg** – Liegnitz* – Berlin* – Kloster Kampen** – Torgau* – Döbeln* – Vellinghausen** – Ölper** – Burkersdorf* – Reichenbach* – Freiberg*
(* Dritter Schlesischer Krieg, ** westlicher Kriegsschauplatz – Großbritannien/Kur-Hannover u. a. Alliierte gegen Frankreich, *** Seeschlacht)
Amerikanischer Kriegsschauplatz:
Siebenjähriger Krieg in Nordamerika und der Karibik
Monongahela – Lake George – Carillon – La Belle Famille – Québec – Beauport – Abraham-Ebene – Sainte-Foy – Restigouche – Tacky’s Rebellion – Belagerung von Havanna – Pontiac-Aufstand
Asiatischer Kriegsschauplatz:
Dritter Karnatischer Krieg
Kalkutta – Chandannagar – Plassey – Cuddalore – Negapatam – Condore – Madras – Masulipatam – Pondicherry I – Chinsurah – Wandiwash – Pondicherry II – Manila – Palaris-Aufstand
Die Seeschlacht in der Bucht von Quiberon (englisch: Battle of Quiberon Bay, französisch: Bataille des Cardinaux) war eine Seeschlacht im Siebenjährigen Krieg. Sie fand am 20. November 1759 in der Bucht von Quiberon vor der Küste Frankreichs nahe St. Nazaire statt. 23 Linienschiffe unter dem britischen Admiral Sir Edward Hawke trafen auf 21 französische Linienschiffe unter Hubert de Brienne.

## Vorgeschichte
Mit einer zunehmenden Anzahl von Schiffen, sowohl Linienschiffen als auch Fregatten, verstärkte Großbritannien die Kontrolle über die französischen Atlantikhäfen. Außerdem war die Royal Navy stark genug, um eine Flotte im Mittelmeer zu stationieren und die Franzosen in Toulon und Brest zu blockieren. Anfang des Jahres hatte Frankreich Pläne einer Invasion Großbritanniens entworfen. Die Niederlage der Mittelmeerflotte in der Seeschlacht bei Lagos im August hatte diese Pläne jedoch zunächst vereitelt. Obwohl sich die Franzosen mit George Rodney und William Boys im Ärmelkanal und Edward Hawke und Robert Duff an der Atlantikküste in einer äußerst schlechten Position befanden, hielt der französische Außenminister Choiseul eine Invasion Schottlands weiter für möglich. Daher erhielt Hubert de Brienne am 26. August den Befehl, mit einem Geschwader von sechs Linienschiffen unter dem Befehl von Sébastien Bigot de Morogues die britische Blockade von Brest zu durchbrechen und sich zu den Transportschiffen zu begeben, die im Golf von Morbihan zusammengezogen worden waren. Nach heftigsten Protesten de Briennes, nur eine geeinte Flotte hätte Aussicht auf Erfolg, gab Choiseul dem Drängen de Briennes nach, und der König ermächtigte ihn Mitte Oktober zu der Fortführung der Operation nach de Briennes Plänen.

„Ich überlasse es Ihrer Erfahrung und Ihrem Mut, jede Gelegenheit zu nutzen, die Ihnen günstig erscheint, um die Geschwader und Schiffe anzugreifen, die Ushant und Belleisle blockieren. Ob Sie nun nach Brest zurückkehren, oder ob Sie auf See bleiben, ich gebe Ihnen die Vollmacht, selbstständig zu entscheiden. Ich verpflichte Sie nur, niemals zu vergessen, dass die Sicherheit der Flottille in Morbihan Schwerpunkt aller unserer gegenwärtigen Operationen sein muss.“

Während der ersten Woche im November kam westlicher Starkwind auf, der die Blockadeschiffe Hawkes nach drei Tagen zwang, Torbay an der Südküste Englands aufzusuchen. Kommodore Robert Duff verblieb mit fünf Linienschiffen und neun Fregatten in der Quiberon Bay, um die Transportschiffe zu beobachten. Inzwischen hatte sich Maximin de Bompart mit sieben Linienschiffen Briennes Flotte in Brest angeschlossen. Als am 14. November östlicher Wind aufkam, stach de Brienne in See. Er wurde von der HMS Actaeon gesichtet, die trotz des Sturms vor Brest geblieben war, jedoch unfähig war, mit Hawke Kontakt herzustellen. Gleichzeitig traf Hawke am 16. November auf die Versorgungsschiffe, Love and Unity, von denen er erfuhr, dass die französische Flotte am 15. November um 14 Uhr 70 Seemeilen westlich der Belle-Île bei der Verfolgung der HMS Juno und der HMS Swallow gesichtet worden war. Hawke ging davon aus, dass die Franzosen ihre Freiheit nutzen würden, um die von Duff im Morbihan blockierten Transporte zu befreien. Doch starke Winde aus SSO verzögerten sein Vorankommen nach Quiberon. Inzwischen war Duff von der HMS Vengeance, die die Bucht in der Nacht zuvor erreicht hatte, vom Auslaufen der französischen Flotte unterrichtet worden, worauf Duff mit seinem Geschwader die Verfolgung aufnahm.

## Die Schlacht
Nachdem er durch ungünstige Winde aufgehalten worden war, hatte de Brienne in der Nacht vom 19. November die Geschwindigkeit reduzieren lassen, um zur Morgendämmerung in Quiberon anzukommen. 20 Meilen vor der Belle-Île sichtete er sieben Schiffe von Duffs Geschwader. Als er erkannt hatte, dass er es nicht mit der britischen Hauptflotte zu tun hatte, gab er das Signal zur Verfolgung. Duff teilte sein Geschwader in zwei Teile, die nach Norden und Süden auswichen und von der französischen Vorhut und dem Zentrum verfolgt wurden, während die französische Nachhut nach Luv abdrehte, um verdächtige Segel zu beobachten, die im Westen aufgetaucht waren. Durch dieses Manöver war die französische Flotte massiv in Unordnung geraten, als Hawkes Flotte in Sicht kam. In Panik gab De Brienne daraufhin den Befehl, die Verfolgung abzubrechen und zur Soleil Royal aufzuschließen. als die HMS Magnanime die Franzosen um 8:30 Uhr sichtete, gab Hawke das Signal zur Bildung einer Dwarslinie.
De Brienne sah sich vor die Wahl gestellt, in seiner gegenwärtigen unvorteilhaften Position zu kämpfen, oder eine defensive Position in der Quiberon Bay einzunehmen und Hawke zu zwingen, ihm in das Labyrinth von Untiefen und Riffen zu folgen. Gegen 9 Uhr gab Hawke zusammen mit dem Signal an die führenden sieben Schiffe, Schlachtformation einzunehmen und trotz des Wetters alle Segel zu setzen, das Signal zum Generalangriff. Um 14 Uhr eröffneten die führenden Schiffe der Franzosen das Feuer auf die britische Flotte und eine halbe Stunde später, als die Warspite und die Dorsetshire auf die französische Nachhut aufgeschlossen hatten, gab Hawke das Signal zum Angriff.
Um 14:30 Uhr umrundete Brienne Les Cardinaux, die Felsen am Ende der Quiberon-Halbinsel, die der Schlacht ihren französischen Namen gaben. Als er schließlich die Bucht erreicht hatte, hörte er Geschützfeuer und erkannte, dass seine Nachhut angegriffen wurde. Die vier französischen Schiffe etwa 16 km hinter dem Zentrum wurden nun von neun britischen Schiffen attackiert. Doch anstatt erneut zu wenden, um sie zu retten, bevor die britische Hauptstreitmacht in Reichweite kam, tat er nichts. Gegen 14:45 Uhr befanden sich die Revenge, die Magnanime, die Torbay, die Montague, die Resolution, die Swiftsure und die Defiance in Schussweite der Franzosen, während der Rest der Flotte etwa 8 km zurücklag. Um 15 Uhr beschoss die Revenge die Formidable, während die Dorsetshire und die Defiance sie überholten, um weiter auf de Brienne aufzuschließen.
Kurz vor 16 Uhr ergab sich die stark in Mitleidenschaft gezogene Formidable der Resolution, gerade als Hawke die Felsen von Cardinaux umrundete. Währenddessen verlor die Thésée den Kampf mit der Torbay und sank, die Superbe kenterte, und die schwer beschädigte Héros strich ihre Flagge, bevor sie während der Nacht auf Grund lief.
Währenddessen drehte der Wind nach Nordwest und brachte de Briennes halb formierte Linie weiter durcheinander. De Brienne versuchte vergeblich, das Durcheinander aufzulösen, in dem er Befehl zur Halse gab, um wieder ins offene Meer zu gelangen. Sein Flaggschiff, die Soleil Royal, hielt auf den Eingang der Bucht zu, als die Royal George einlief. Hawke sah eine Möglichkeit, das Heck der Soleil Royal zu bestreichen, aber die Intrépide zog das Feuer auf sich. Währenddessen war die Soleil Royal nach Lee abgefallen und vom Rest der Flotte getrennt. Mit dem Einbruch der Dunkelheit um 17 Uhr gab Hawke das Signal zum Ankern.

Bewegungen der britischen und französischen Flotte

Während der Nacht gelang es acht französischen Schiffen, durch die Untiefen auf die offene See hinaus zu navigieren und nach Rochefort zu entkommen. Sieben Schiffe und die Fregatten befanden sich in der Mündung der Vilaine, aber Hawke wagte es nicht, sie während des stürmischen Wetters dort anzugreifen. Die Franzosen warfen ihre Kanonen und Ausrüstung über Bord und nutzten die steigende Flut, um über die Sandbank an der Mündung der Vilaine zu kommen. Vier Linienschiffe gingen dabei verloren. Die schwer beschädigte Juste ging auf dem Weg zur Loire mit der gesamten Besatzung verloren. Die britische Resolution lief während der Nacht auf Grund.
Die Soleil Royal versuchte, in die Sicherheit der Batterien von Croisic zu entkommen, während sie von der britischen Essex verfolgt wurde. Beide Schiffe erlitten dabei neben der Heros Schiffbruch. Am 22. November ließ der Starkwind nach und drei von Duffs Schiffen wurden entsandt, um die aufgelaufenen Schiffe zu zerstören. De Brienne setzte die Soleil Royal in Brand, während die Briten die Heros verbrannten. Hawke versuchte ohne Erfolg, die Schiffe in Vilaine mit Brandern anzugreifen.

## Nachwirkung
Die Briten konnten die Blockade an der französischen Küste weiter aufrechterhalten, wodurch die französischen Häfen weiterhin vom Handel abgeschnitten wurden, was die französische Wirtschaft weiter schwächte und schließlich zu einer Kreditklemme führte.
Nach der Schlacht hatten die Briten zwei Schiffe und 300 bis 400 Mann verloren. Die Franzosen verloren fünf Schiffe, darunter ihre Flaggschiffe Soleil Royal und Formidable, sowie 2.500 Mann. Während Hawke für seinen Sieg gelobt wurde und eine jährliche Rente von 2000 Pfund erhielt, wurde de Brienne für die Niederlage verantwortlich gemacht.

“The battle of 20 November 1759 was the Trafalgar of this war, and […] the English fleets were now free to act against the colonies of France, and later of Spain, on a grander scale than ever before”

„Die Schlacht am 20. November 1759 war das Trafalgar dieses Kriegs, die britische Flotte war nun in der Lage, in größerem Ausmaß gegen die Kolonien Frankreichs und später Spaniens zu operieren als jemals zuvor.“

## Flotten

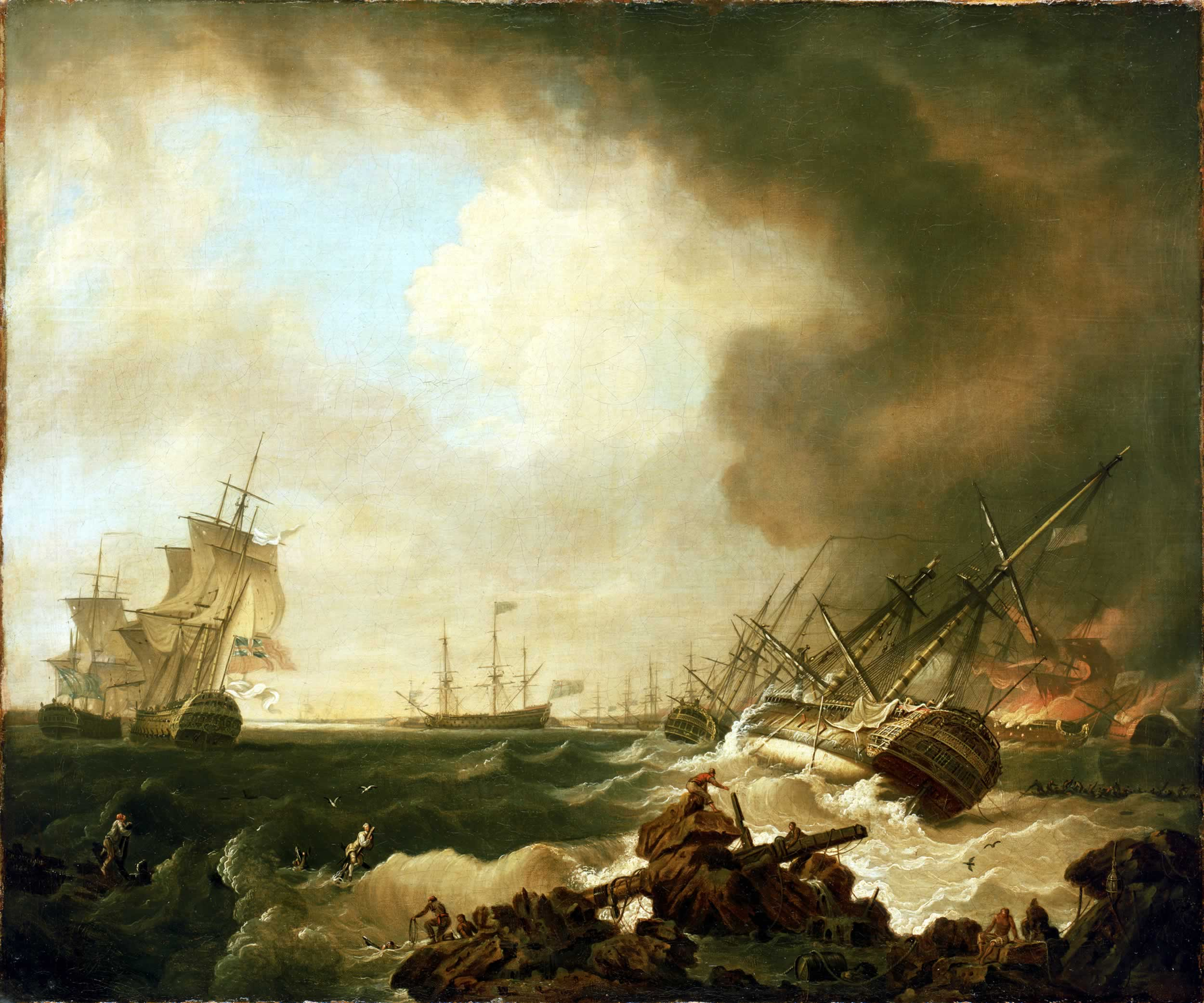
Schlacht von Quiberon Bay: the Day After (Der Tag danach)
(Richard Wright 1760)

### Großbritannien
| Admiral Hawkes Flotte  | Admiral Hawkes Flotte | Admiral Hawkes Flotte   | Admiral Hawkes Flotte | Admiral Hawkes Flotte | Admiral Hawkes Flotte | Admiral Hawkes Flotte                       |
| Schiff                 | Kanonen               | Kommandant              | Verluste              | Verluste              | Verluste              | Anmerkungen                                 |
| Schiff                 | Kanonen               | Kommandant              | getötet               | verwundet             | Insgesamt             | Anmerkungen                                 |
| Vorhut                 | Vorhut                | Vorhut                  | Vorhut                | Vorhut                | Vorhut                | Vorhut                                      |
| ---------------------- | --------------------- | ----------------------- | --------------------- | --------------------- | --------------------- | ------------------------------------------- |
| Warspite               | 74                    | Sir John Bentley        |                       |                       |                       |                                             |
| Kingston               | 60                    | William Parry           |                       |                       |                       |                                             |
| Swiftsure              | 70                    | Sir Thomas Stanhope     |                       |                       |                       |                                             |
| Duke                   | 80                    | Samuel Graves           |                       |                       |                       |                                             |
| Union                  | 90                    | Thomas Evans            |                       |                       |                       | Geschwaderflaggschiff von Sir Charles Hardy |
| Hercules               | 74                    | Jervis Henry Porter     |                       |                       |                       |                                             |
| Intrepid               | 60                    | Jervis Maplesden        |                       |                       |                       |                                             |
| Montague               | 60                    | Joshua Rowley           |                       |                       |                       |                                             |
| Zentrum                |                       |                         |                       |                       |                       |                                             |
| Revenge                | 64                    | John Storr              |                       |                       |                       |                                             |
| Dorsetshire            | 68                    | Peter Denis             |                       |                       |                       |                                             |
| Torbay                 | 70                    | Augustus Keppel         |                       |                       |                       |                                             |
| Royal George           | 100                   | John Campbell           |                       |                       |                       | Flottenflaggschiff von Sir Edward Hawke     |
| Magnanime              | 70                    | Richard Howe            |                       |                       |                       |                                             |
| Burford                | 68                    | James Gambier           |                       |                       |                       |                                             |
| Chichester             | 70                    | William Saltern Willett |                       |                       |                       |                                             |
| Nachhut                |                       |                         |                       |                       |                       |                                             |
| Dunkirk                | 60                    | Robert Digby            |                       |                       |                       |                                             |
| Temple                 | 70                    | Washington Shirley      |                       |                       |                       |                                             |
| Namur                  | 90                    | Matthew Buckle          |                       |                       |                       |                                             |
| Mars                   | 70                    | James Young             |                       |                       |                       |                                             |
| Resolution             | 74                    | Richard Norbury         |                       |                       |                       | Schiffbruch an der Küste von Le Four        |
| Essex                  | 64                    | Lucius O’Brien          |                       |                       |                       | Schiffbruch an der Küste von Le Four        |
| Defiance               | 60                    | Patrick Baird           |                       |                       |                       |                                             |
| Hero                   | 74                    | George Edgcumbe         |                       |                       |                       |                                             |
| Unabhängige Division   |                       |                         |                       |                       |                       |                                             |
| Rochester              | 50                    | Robert Duff             |                       |                       |                       |                                             |
| Portland               | 50                    | Marriot Arbuthnot       |                       |                       |                       |                                             |
| Falkland               | 50                    | Francis Samuel Drake    |                       |                       |                       |                                             |
| Chatham                | 50                    | John Lockhart           |                       |                       |                       |                                             |
| Fregatten und Sonstige |                       |                         |                       |                       |                       |                                             |
| Venus                  | 36                    | Thomas Harrison         |                       |                       |                       |                                             |
| Minerva                | 32                    | Alexander Hood          |                       |                       |                       |                                             |
| Sapphire               | 32                    | John Strachan           |                       |                       |                       |                                             |
| Aeolus                 | 32                    | John Elliot             |                       |                       |                       |                                             |
| Vengeance              | 28                    | Gamaliel Nightingale    |                       |                       |                       |                                             |
| Coventry               | 28                    | Francis Burslem         |                       |                       |                       |                                             |
| Maidstone              | 28                    | Dudley Digges           |                       |                       |                       |                                             |
| Thunder                | 8                     | Archibald Millar        |                       |                       |                       | Bombarde                                    |
| Pluto                  | 8                     | James Johnston          |                       |                       |                       | Brander                                     |
| Proserpine             | 8                     | Robert Keeler           |                       |                       |                       | Brander                                     |

### Frankreich
| Admiral Briennes Flotte | Admiral Briennes Flotte | Admiral Briennes Flotte                              | Admiral Briennes Flotte | Admiral Briennes Flotte | Admiral Briennes Flotte | Admiral Briennes Flotte                                                                                       |
| Schiff                  | Kanonen                 | Kommandant                                           | Verluste                | Verluste                | Verluste                | Anmerkungen                                                                                                   |
| Schiff                  | Kanonen                 | Kommandant                                           | getötet                 | verwundet               | Insgesamt               | Anmerkungen                                                                                                   |
| 1. Division             | 1. Division             | 1. Division                                          | 1. Division             | 1. Division             | 1. Division             | 1. Division                                                                                                   |
| ----------------------- | ----------------------- | ---------------------------------------------------- | ----------------------- | ----------------------- | ----------------------- | --- |
| Tonnant                 | 80                      | Antoine de Marges de Saint-Victoret                  |                         |                         |                         | Geschwaderflaggschiff von Joseph de Bauffremont                                                               |
| Intrépide               | 74                      | Charles Hyacinthe Auguste Le Mercerel de Chasteloger |                         |                         |                         | |
| Thésée                  | 74                      | Guy-François de Coëtnempren                          |                         |                         |                         | versenkt |
| Northumberland          | 70                      | Vincent-Jean de Bellingant                           |                         |                         |                         | |
| Superbe                 | 70                      | Jean-Pierre-René-Séraphin du Tertre de Montalais     |                         |                         |                         | von der Royal George versenkt                                                                                 |
| Eveillé                 | 64                      | Pierre-Bernardin Thierry                             |                         |                         |                         | |
| Brillant                | 64                      | Louis-Jean de Kerémar                                |                         |                         |                         | |
| 2. Division             |                         |                                                      |                         |                         |                         | |
| Soleil Royal            | 80                      | Paul Osée Bidé                                       |                         |                         |                         | Flottenflaggschiff von Marquis de Brienne – auf Grund gelaufen und verbrannt                                  |
| Orient                  | 80                      | Alain Nogérée de la Filière                          |                         |                         |                         | Geschwaderflaggschiff von Joseph-Marie Budes de Guébriant                                                     |
| Glorieux                | 74                      | René Villars de la Brosse-Raquin                     |                         |                         |                         | |
| Robuste                 | 74                      | Fragnier de Vienne                                   |                         |                         |                         | |
| Dauphin Royal           | 70                      | André d’Urtubie                                      |                         |                         |                         | |
| Dragon                  | 64                      | Louis-Charles Levassor de Latouche Tréville          |                         |                         |                         | Charles-Auguste Levassor de Latouche Tréville und Louis-René Levassor de Latouche Tréville Teil der Besatzung |
| Solitaire               | 64                      | Louis-Vincent de Langle                              |                         |                         |                         | |
| 3. Division             |                         |                                                      |                         |                         |                         | |
| Formidable              | 80                      | Marc-Antoine de Saint-André                          |                         |                         |                         | Geschwaderflaggschiff von Louis de Saint-André du Verger – von der Resolution erobert                         |
| Magnifique              | 74                      | Sébastien-François Bigot de Morogues                 |                         |                         |                         | |
| Héros                   | 74                      | de Sansay                                            |                         |                         |                         | ergab sich, lief am nächsten Tag auf Grund, verbrannt                                                         |
| Juste                   | 70                      | François Marie Aléno de Saint-Aloüarn                |                         |                         |                         | Schiffbruch in der Loire                                                                                      |
| Inflexible              | 64                      | Alexandre Tancrède de Caumont d’Adde                 |                         |                         |                         | verloren an der Mündung der Vilaine                                                                           |
| Sphinx                  | 64                      | de Gouyon                                            |                         |                         |                         | |
| Bizarre                 | 64                      | Louis-Armand-Constantin de Rohan                     |                         |                         |                         | |
| Sonstige                |                         |                                                      |                         |                         |                         | |
| Vestale                 | 32                      | de Montfiquet                                        |                         |                         |                         | Fregatte |
| Aigrette                | 32                      | de Longueville                                       |                         |                         |                         | Fregatte |
| Calypso                 | 16                      | Paul Alexandre du Bois-Berthelot                     |                         |                         |                         | Korvette |
| Prince Noir             | 6                       | Pierre-Joseph de Kergariou de Roscouet               |                         |                         |                         | |